# Eveline Jacobson
Eveline Ida Brigitte Jacobson, född 22 maj 1983, är en svensk sjuksköterska. 9 juli 2020 var hon sommarvärd i P1, där hon pratade om upplevelserna om att arbeta på en intensivvårdsavdelning under Coronaviruspandemin 2019–2021.

## Biografi
Jacobson har arbetat som specialistsjuksköterska på Mälarsjukhusets intensivvårdsavdelning sedan 2008. Länge arbetade hon även parallellt på en barnintensivvårdsavdelning på Nya Karolinska Solna. Sedan januari 2020 är hon enbart på IVA på Mälarsjukhuset.

### Sommarvärd 9 juli 2020
Jacobson blev nominerad som sommarvärd av en neonatalläkare på Mälarsjukhuset. Han hade hört Sommar-redaktionens önskan om medverkan av en sjuksköterska med erfarenhet av att arbeta under coronavirusutbrottet 2020–2021 i Sverige, och hon blev sedan utvald av redaktionen.
Den 9 juli 2020 var Jacobson sommarvärd i P1 där hon gav en dramatisk bild av den ansträngda situationen på intensivvårdsavdelningen under Coronaviruspandemin. Den värld hon beskrev var för många helt okänd, och hennes starka bilder berörde. Hennes sommarprat beskrevs som ett viktigt tidsdokument och en del av berättelsen om en surrealistisk tid.
Hennes sommarprat hade i november 2020 haft drygt 1,5 miljoner lyssnare och var i slutet av juli 2020 på topp-fem-listan över de program som fick flest reaktioner i sociala medier.
Hon uttryckte i november 2020 stor frustration över den nya vågen av pandemin, och ilska över bristande följsamhet av rekommendationerna som kan bromsa smittspridningen.

### Familj
Jacobson är gift och har en son.